# Équipe du Niger de rugby à XV
L'équipe du Niger de rugby à XV rassemble les meilleurs joueurs de rugby à XV du Niger et dispute annuellement le tournoi de la CAR Castel Beer Trophy.

## Palmarès
- CAR Castel Beer Trophy Rugby à XV : 1re participation à une compétition internationale (du 23 au 30 juin 2005 à Ouagadougou- Burkina Faso);
- CAR Castel Beer Trophy Rugby à XV: Vainqueur du tournoi (groupe nord) en 2006 à Niamey au Niger.
- CAR Castel Beer Trophy Rugby à XV : Médaillé de bronze (groupe nord) en 2007 à Ouagadougou - Burkina Faso;
- CAR Castel Beer Trophy Rugby à XV Vainqueur du tournoi (groupe nord) en 2008 à Accra au Ghana;
- Car developpement trophy Rugby à XV : Vainqueur du tournoi 2009 (Lomé) Togo;

- Car developpement trophy Rugby à XV : Finaliste du tournoi 2010 (Niamey) Niger;

- Car developpement trophy Rugby à XV : Finaliste du tournoi 2011 (Bamako) Mali;

- Africa Cup Rugby à 7:  Vainqueur du tournoi 2012 (Lomé) Togo;

- Africa Cup Rugby à XV: Vainqueur du tournoi 2013 (Niamey) Niger;
- Africa Cup Rugby à 7: Médaillé de bronze du tournoi 2014 (Ouagadougou) Burkina Faso;
- Africa Cup Rugby à XV: Vainqueur du tournoi 2015 (Ouagadougou) Burkina Faso;

## Joueurs emblématiques
- Yacouba Abdoulaye : pilier droit
- Bah Zoumaro Traore : demi d'ouverture
- Soubéga Eric : trois-quarts aile / demi de mêlée
- Lecroix Thomson : demi de mêlée
- Anass Ibrahim : demi de mêlée
- Guiminou Ousseini : demi d'ouverture
- LAnkoandé Issa : 3e ligne aile
- Boukari Azahid : 3e ligne centre
- Abdoulaye Yanlari : 3/4 centre
- Jean Bernard Jactat : demi de mêlée